# Frederick Cook

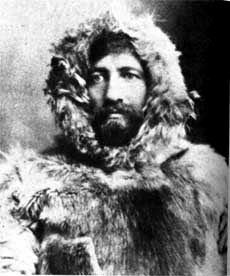
Frederick Cook in poolkleding

Frederick Albert Cook (Hortonville (Sullivan County), 10 juni 1865 – New Rochelle, 5 augustus 1940) was een Amerikaans ontdekkingsreiziger en arts die bekend werd door zijn claim als eerste de Noordpool bereikt te hebben.

## Biografie
Cook werd geboren in Hortonville in de staat New York als zoon van Duitse immigranten Theodore en Magdalena Koch-Long. Hij bezocht Columbia University en vervolgens New York University waar hij zijn artsexamen behaalde in 1890. Cook ging mee als arts op de expeditie van Robert Peary in 1891-92 en de expeditie van Adrien de Gerlache in de jaren 1897-99.
In 1903 leidde Cook een expeditie naar Mount McKinley (de huidige Denali) gevolgd door een tweede expeditie in 1906 bij welke gelegenheid hij ook de eerste beklimming van Mount McKinley claimde. De foto waarmee hij zijn bewering trachtte te staven bleek genomen op een lagere top 30 kilometer verderop. Voordat zijn fraude aan het licht kwam, ging hij in 1907 opnieuw naar het poolgebied, voor wat hij aanvankelijk deed voorkomen als een jachtexpeditie. Met twee Eskimo's, Ahwelah en Etukishook beweerde Cook op 21 april 1908 de Noordpool bereikt te hebben, na vanaf Axel Heibergeiland richting noordpool te zijn getrokken. Vervolgens overwinterden ze op Devoneiland om in het voorjaar van 1909 op Groenland aan te komen.

### Aanspraken

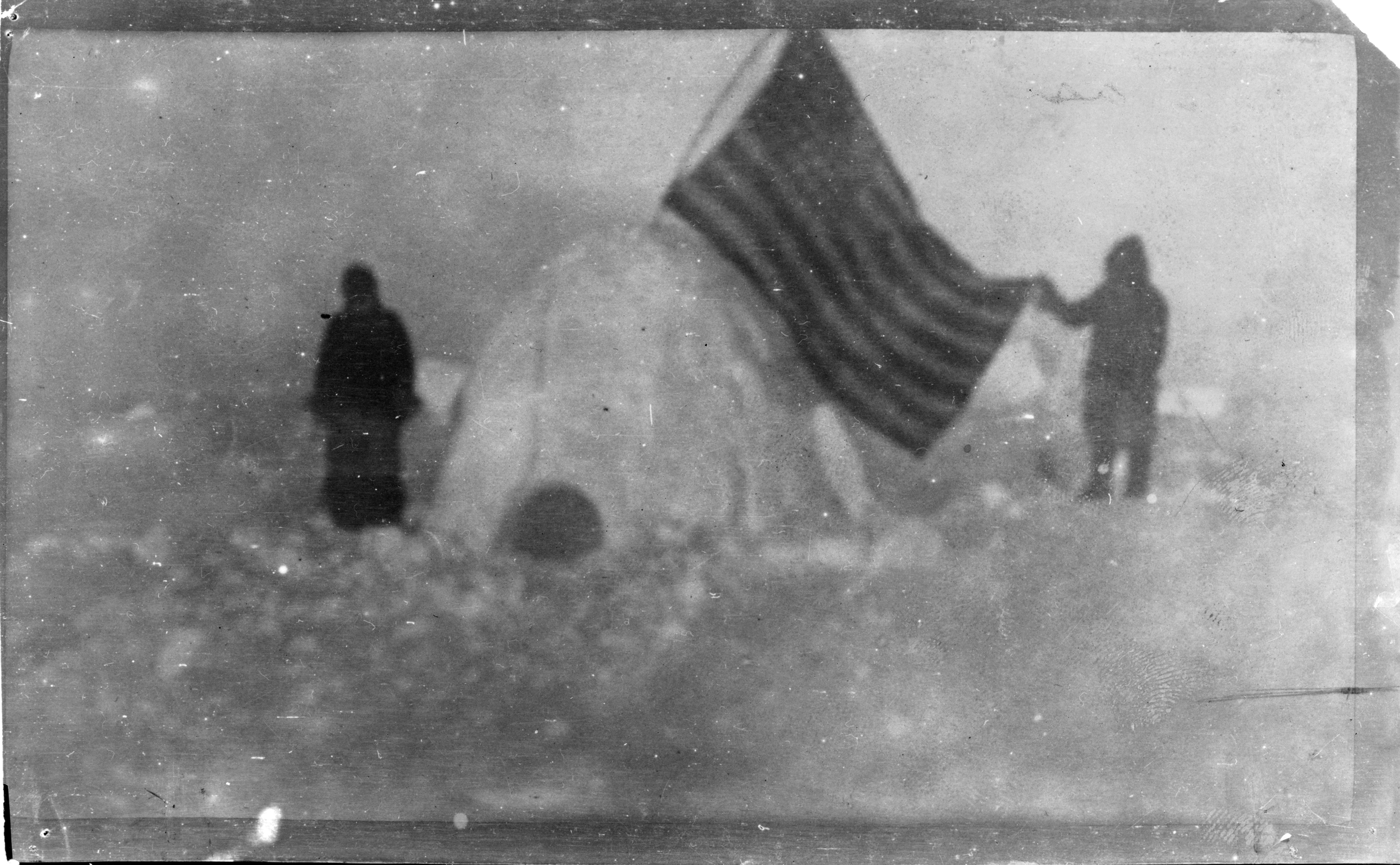
Frederick Cooks kamp, naar hij beweerde aan de noordpool

Zijn aanspraak om als eerste de Noordpool bereikt te hebben werd van meet af aan betwist, en Cook is nooit in staat gebleken om ander bewijs hiervoor aan te dragen dan zijn eigen woord, aangezien de verhalen van zijn Eskimo-begeleiders met elkaar in tegenspraak waren. Poolhistorici zoals Pierre Berton trekken zijn beweringen onder andere in twijfel vanwege de onmogelijkheid om met de door Cook meegenomen voorraden een overwintering zoals beweerd te overleven.
Een groot deel van de campagne om Cooks bewering in diskrediet te brengen is toe te schrijven aan aanhangers van zijn concurrent Robert Peary die zei de Noordpool in april 1909 zelf te hebben bereikt. De kwestie droeg bij aan het organiseren van de Crocker Land-expeditie. Cooks aanhangers probeerden op hun beurt Peary's beweringen in diskrediet te brengen. In diezelfde tijd kwam zijn eerdere fraude met Mount McKinley aan het licht waarna zijn reputatie voorgoed te gronde ging hoewel hij een groot deel van de rest van zijn leven probeerde zijn aanspraken te rechtvaardigen en degenen die hem van fraude betichtten voor de rechter sleepte.
In 1923 werd Cook veroordeeld wegens aandelenfraude en hij zat tot 1930 in de gevangenis.